# Ülo Ignats
Ülo Ignats, född 22 april 1951 i Stockholm, död 11 augusti 2011 i Stockholm, var en estniskbördig svensk journalist och författare. Han var bosatt i Huddinge kommun.
Ülo Ignats var son till flyktingar från Estland. Han började sin skolgång i Estniska skolan i Stockholm och studerade senare vid Journalisthögskolan. Han arbetade bland annat på tidningen Expressen, och från 1976 på tidningen Eesti Päevaleht (Estniska Dagbladet) i Stockholm. Från år 1994 fram till sin bortgång var han chefredaktör för Eesti Päevaleht.
På 1970-talet var Ignats aktiv i Folkpartiets Ungdomsförbund, men kom senare att lämna partipolitiken för att mer ägna sig åt de östeuropeiska folkens frihetskamp. Ignats var aktiv i föreningen Östeuropeiska Solidaritetskommitten och var en längre period dess ordförande samt redaktör för den av föreningen utgivna Tidskriften Östeuropa.
Ülo Ignats har skrivit ett flertal böcker om Östeuropa.